# José Luis Cortés
José Luis Cortés Salinas (Málaga, 1945) es un dibujante religioso y humorista gráfico español. Se caracteriza por representar a Dios de una forma familiar, con el intento de acercar de manera sencilla el mensaje del evangelio a sus lectores.
Estudió en la Congregación Salesiana viajando por Puerto Rico, la República Dominicana y, finalmente, Italia. Fue ordenado como sacerdote secular en Madrid en 1975, ese mismo año comenzó su trayectoria al publicar en la revista Vida Nueva. Desde 1981 hasta la actualidad colabora en el Grupo SM, y desde 2010 hasta hoy lo hace en la revista Religión Digital. 
Desde 1976 ha sido un activo defensor de la comunidad homosexual cristiana. Incluyó a un homosexual en su libro Un señor como Dios manda.

## Premios
- 2010: IV Premio Arco Iris otorgado por la Comunidad de Cristianas y Cristianos de Madrid Homosexuales (CRISMHOM)[2]